# آروتوا
آروتوا (به فرانسوی: Arutua) یک آب‌سنگ حلقوی در فرانسه است که در Arutua واقع شده‌است. آروتوا ۶۸۰ نفر جمعیت دارد.